# Товопогол
Товопого́л (рос. Товопогол) — селище у складі Приуральського району Ямало-Ненецького автономного округу Тюменської області, Росія. Входить до складу Аксарківського сільського поселення.
Населення — 109 осіб (2010, 167 у 2002).
Національний склад станом на 2002 рік: ханти — 68 %.